# Halásztelek
Halásztelek – miasto na Węgrzech, w Komitacie Pest, w powiecie Szigetszentmiklós.